# Каган, Соломон Соломонович
Соломон Соломонович Каган (29 января 1894 года, г. Тростянец, Сумская область, Украина — 18 марта 1965 года) — украинский советский врач-гигиенист, доктор медицинских наук (1935) профессор (1926). Ректор Днепропетровской медицинской академии (1928-1932). Ректор Киевского национального экономического университета имени Вадима Гетьмана (с 15 октября 1923 года по 24  марта 1925 года и с 1 сентября 1926 года по 16 февраля 1927 года).

## Биография
Родился 29 января 1894 года в г. Тростянец.
В 1919 году окончил медицинский факультет Киевского университета. Член РКП (б) с 1919 года. Был участником и организатором медико-санитарного обслуживания Красной армии.
С 1923 по 1925 год — ректор Киевского института народного хозяйства (ныне Киевский национальный экономический университет имени Вадима Гетьмана). В 1924 — 1929 и 1934 — 1952 годах заведовал кафедрой социальной гигиены и организации здравоохранения Киевского медицинского института (ныне Киевский медицинский университет УАНМ). Работал также зав. кафедры социальной гигиены и организации здравоохранения Днепропетровского медицинского института.
В 1929 — 1932 годах — ректор Днепропетровской медицинской академии (одновременно в 1929 — 1931 годах возглавлял кафедру социальной гигиены и организации здравоохранения академии). В 1932 году перешел на работу в Народный комиссариат здравоохранения СССР.
Скончался 18 марта 1965 года. Похоронен в Киеве на Байковом кладбище (участок № 6).

## Награды
- Орден Трудового Красного Знамени.
- Медаль «За оборону Киева».

## Научная деятельность
С. С. Каган является автором около 200 научных работ, посвященных вопросам социальной гигиены, санитарной статистики, демографии и истории медицины. Среди них:
- Очерки теории социальной гигиены. — М., 1932;
- Выдающийся санитарный деятель Украины — академик АН УССР А. В. Корчак-Чепурковский. — К, 1965 и другие;
- Предварительные итоги изучения методов организации борьбы с туберкулезом в сельских условиях // Профилактика туберкулеза: Спб. 1955;
- Об уточнении научных терминов «заболеваемость», «болезненность» и «патологическая пораженность» населения и правильном их применении //Сб. 1955;
- Организационно-методические вопросы борьбы с туберкулезом в сельских местностях // Опыт борьбы с туберкулезом в сельских местностях УССР. 1957.

Подготовил 8 докторов и 53 кандидата меднаук.